# Гокинати, Игорь Владимирович

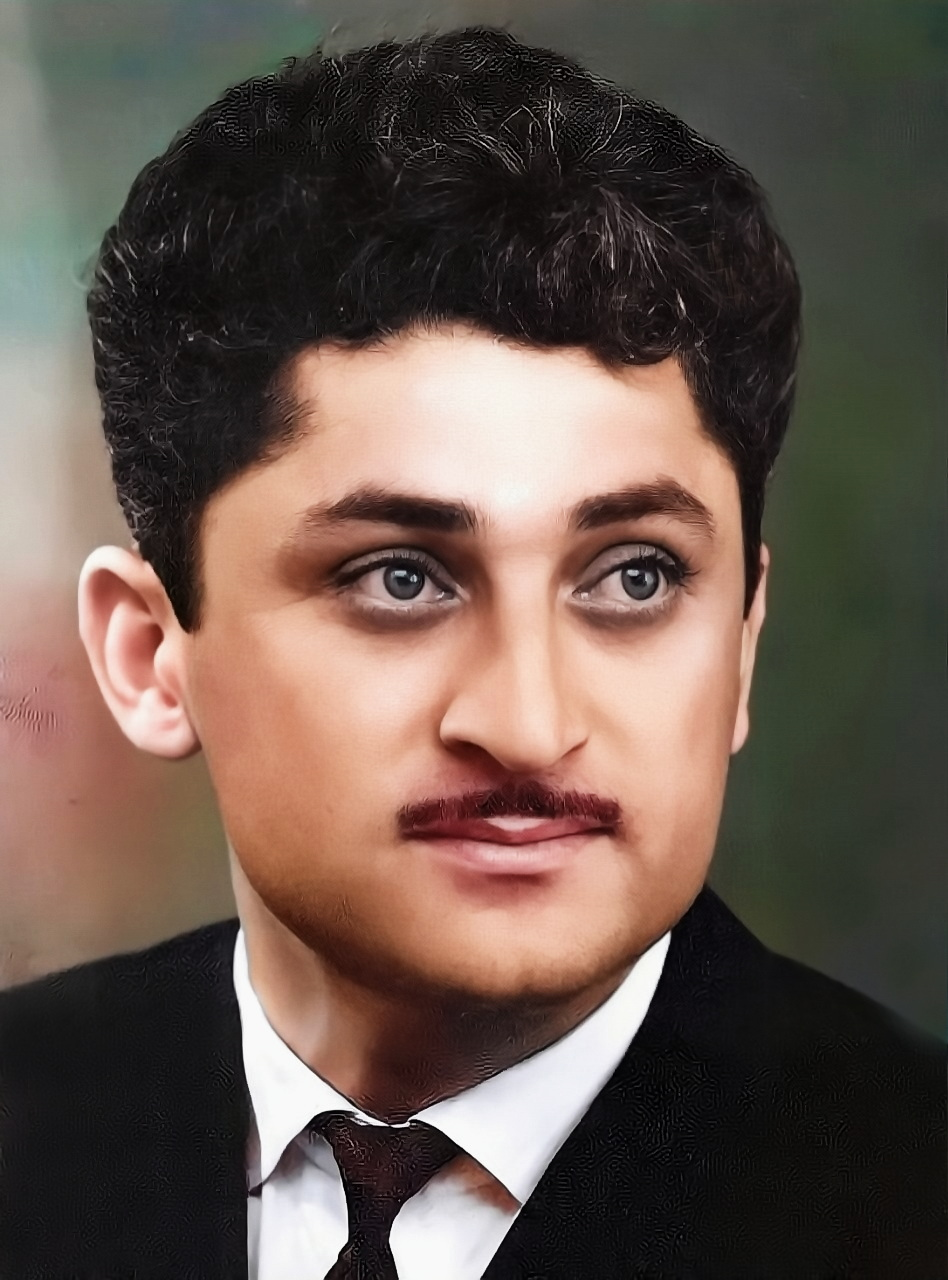
Игорь Гокинати - Заслуженный артист СОАССР

И́горь Влади́мирович Гокина́ти (Гокинаев Григорий Владимирович, 7 января 1935, станица Черноярская, Моздокский район, СОАССР, РСФСР, СССР — 5 октября 1971, Орджоникидзе, СОАССР, СССР) — основатель первого эстрадного коллектива в Северной Осетии, Заслуженный артист СОАССР.

## Биография
Родился 7 января 1935 года в станице Черноярская, Моздокского района, Северо-Осетинской АССР (ныне РСО-Алания). После окончания школы, работал в колхозе. Затем уехал работать забойщиком на Садонском руднике. Далее была служба в рядах Советской Армии. После демобилизации поступил на театральные курсы при Русском театре, заочно окончил исторический факультет. В качестве актёра поступает в Академический русский театр имени Е. Вахтангова и Северо-Осетинский государственный академический театр имени В. В. Тхапсаева. Главным местом, раскрывшим талант одаренного артиста стала Северо-Осетинская государственная филармония, куда Игоря Гокинати в 1960 году пригласил, художественный руководитель Павел Ядых. Именно здесь, Игорь Гокинати основал первый джазовый эстрадный коллектив в республике, в составе: Янсонс Эглонс (рояль), Владимир Стариков (саксофон), Эдуард Шпунт (контрабас), Борис Тищенко (гитара), Юрий Ненароков (ударные), Эдуард Гукасян (аккордеон), Петр Бутаев (вокал), Григорий Градов (вокал), Елена Дамзова (вокал). В течение десяти лет являлся его художественным руководителем, признанным мастером конферанса, а также автором и исполнителем эстрадных миниатюр. В 1970 году Игорь Гокинати был приглашен в Москонцерт. В 1971 году, в станице Троицкой, родного ему Моздокского района, в возрасте 36 лет, его жизнь оборвалась прямо на сцене.

## Награды и звания
- Заслуженный артист СОАССР

## Фильмография
- 1955 — Фильм-спектакль «Сурамская крепость», по пьесе Мтварадзе, реж. Г. Хугаев, Северо-Осетинский Государственный Академический Театр им. В. В. Тхапсаева

## Семья
- Супруга — Алла Дзгоева, Заслуженная артистка РСФСР и Заслуженная артистка СОАССР.
- Дочь — Тамара Гокинати, эстрадная певица, дипломант второго Всесоюзного конкурса «Новые имена», призёр международного конкурса Голос Азии.
- Внук — Игорь Гокинати, окончил МГУКИ по специальности академический вокал.